# Fehérhomlokú kékfarkú
A fehérhomlokú  kékfarkú (Tarsiger indicus) a madarak osztályának verébalakúak (Passeriformes) rendjéhez és a  légykapófélék (Muscicapidae) családjához tartozó faj.
A magyar név forrással nincs megerősítve.

## Rendszerezése
A fajt Louis Pierre Vieillot francia ornitológus írta le 1817-ben, a Sylvia nembe Sylvia indica néven.

## Alfajai
- Tarsiger indicus formosanus Hartert, 1910 - Tajvan
- Tarsiger indicus indicus (Vieillot, 1817)  - Himalája
- Tarsiger indicus yunnanensis Rothschild, 1922 - Kína, Mianmar és Vietnám

## Előfordulása
Dél- és Délkelet-Ázsiában, Bhután, Kína India, Mianmar, Nepál, Tajvan és Vietnám területén honos.
Természetes élőhelyei a szubtrópusi és trópusi magaslati cserjések, sziklás környezetben. Állandó, nem vonuló faj.

## Megjelenése
Testhossza 13–15 centiméter, testtömeg 16 gramm.

## Életmódja
Rovarokkal táplálkozik.

## Természetvédelmi helyzete
Az elterjedési területe nagyon nagy, egyedszáma pedig stabil. A Természetvédelmi Világszövetség Vörös listáján nem fenyegetett fajként szerepel.